# Thin Lizzy
Thin Lizzy je irská hard rocková skupina založená v Dublinu v roce 1969. Roli frontmana ve skupině měl Phil Lynott, který skupinu vedl při nahrávání dvanácti studiových alb. Nejúspěšnější skladby této skupiny jsou „Whiskey in the Jar“, „Jailbreak“ a „The Boys Are Back in Town“, všechny se staly mezinárodními hity a dodnes je hrají na hard rockových a klasických rockových rozhlasových stanicích. Po Lynottově smrti v roce 1986 skupina prožila několik pokusů o obnovení s kytaristy Scottem Gorhamem a Johnem Sykesem; Sykes však skupinu v roce 2009 opustil.
Lynott byl de facto leader skupiny, byl autorem nebo spoluautorem většiny jejich písní a jedním z mála mužů tmavé pleti, kteří dosáhli komerčního úspěchu v oblasti hard rocku. Thin Lizzy se mohli chlubit kritikou uznávanými kytaristy, Downey a Lynott byli ve skupině rytmickou sekcí (bicí a basová kytara). Jejich hudba odráží širokou škálu vlivů, včetně country, psychedelického rocku a tradiční irské lidové hudby, obecně jsou označováni jako hard rock nebo občas jako heavy metal.
Magazín Rolling Stone popisuje kapelu jako výrazně hard rockovou, „zcela odlišnou od řvoucího metalového stáda poloviny 70. let“. Kritik John Dougan z AllMusic napsal: „Jako tvůrčí síla kapely byl Lynott vnímavější a inteligentnější autor než mnozí jeho současníci — dával přednost realistickým příběhům z dělnického prostředí o lásce a nenávisti, inspirovaným Bobem Dylanem, Brucem Springsteenem a v podstatě celou irskou literární tradicí.“

## Historie

### Počátky (1969–1972)
Skupina byla založena jedné prosincové noci v roce 1969 v irském Dublinu, kdy se kytarista Eric Bell setkal s klávesistou Ericem Wrixonem v hospodě a zjistil, že oba by chtěli založit novou skupinu. Oba hudebníci již dříve hráli se skupinou Van Morrisona Them. Téže noci se šli podívat na koncert skupiny Orphanage, ve které hráli zpěvák Phil Lynott a bubeník Brian Downey, kteří se spolu seznámili ještě ve škole. Bell a Wrixon se s členy skupiny po koncertě setkali a navrhli jim, aby s nimi založili novou skupinu. Lynott a Downey, kteří znali Bellovu dobrou hudební pověst, souhlasili se založením skupiny.
V červenci 1970 Thin Lizzy vydali singl „The Farmer“ / „I Need You“ u EMI, skladbu na straně B napsal John D'ardis, který vlastnil Trend Studios, ve kterých byl singl nahrán. Bylo prodáno pouze 283 výlisků singlu, který je dnes sběratelskou raritou. Wrixon skupinu opustil ještě před vydáním singlu, takže se příjmy rozdělily mezi tři členy kapely. Přestěhoval se do Evropy a později zpět do rodného Belfastu, kde se stal znovu členem skupiny Them. Koncem roku 1970 skupina podepsala smlouvu s Decca Records a odcestovali do Londýna, aby zde nahráli debutové album Thin Lizzy. Album se moc neprodávalo, na pozdější prodejnosti alba měli zásluhu DJ John Peel a Kid Jensen. Album se neumístilo v žádném britském žebříčku.
Kolem března 1971 skupina trvale přesídlila do Londýna, v srpnu téhož roku vyšlo neúspěšné EP New Day. I přes malou úspěšnost debutového alba se Decca rozhodla poskytnout finance na nahrání druhého alba Shades of a Blue Orphanage, vydaného v březnu 1972. Stejně jako na prvním albu, byly písně plné Lynottových osobních historek, které se odehrávaly v Dublinu. Hudebně se album dalo označit jako keltská hudba s prvky hard rocku, který kapela v následujících letech začala ve větší míře hrát. V britských žebříčcích se však opět neumístilo.
V polovině roku 1972 byla skupina požádána, aby nahrála album coververzí skladeb skupiny Deep Purple, album vyšlo pod názvem Funky Junction Play a Tribute to Deep Purple. Na albu nebyla žádná zmínka, že zde hrají členové Thin Lizzy. Zpěv a klávesy obstarali členové skupiny Elmer Fudd. Album vyšlo v lednu 1973.

### Whiskey in the Jar (1972–1974)

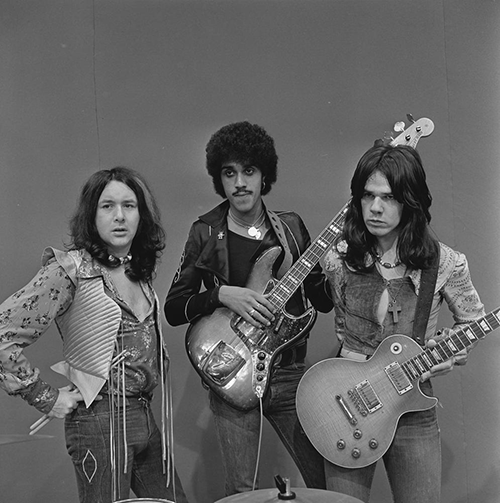
Thin Lizzy v nizozemském televizním pořadu TopPop v roce 1974

Ke konci roku 1972 zahájila kapela Thin Lizzy společné turné po Británii se skupinami Slade a Suzi Quatro. Přibližně ve stejnou dobu se Decca rozhodla vydat předělanou verzi tradiční irské balady „Whiskey in the Jar“ jako singl. Skladbu měla nahrávat právě skupina Thin Lizzy, ač se jim z počátku nápad zrovna nezamlouval, neboť měli pocit, že pro jejich skupinu to není to pravé. Nakonec však singl vyšel a skladba se stala jedním z největších hitů této skupiny. V britském žebříčku se v únoru 1973 umístila na šestém místě, což vedlo k vystoupení skupiny v televizním pořadu Top of the Pops. Singl se také umístil v žebříčcích v několika dalších zemích po Evropě. Nicméně další singl „Randolph's Tango“ se znovu vrátil ke klasické formě hudby Thin Lizzy a úspěch tak měl pouze v Irsku.
Následující album Vagabonds of the Western World vyšlo v září 1973 a mělo už pozitivnější recenze než předchozí dvě, ale opět se nedostalo do žádných hitparád. Pouze singl „The Rocker“, vydaný na podporu tohoto alba, se usadil v irských žebříčcích, hitový singl „Whiskey in the Jar“ ale nepřekonal.
Eric Bell skupinu opouští po představení na Queen's University Belfast na Silvestra roku 1973 z důvodu zhoršení zdravotního stavu a rozčarování z hudebního průmyslu. Nahradil ho mladý kytarista ze skupiny Skid Row Gary Moore, který se skupinou turné dokončil. Moore ve skupině vydržel pouze do dubna 1974. Se skupinou nahrál tři písně, mezi které patří i „Still in Love with You“, která vyšla na jejich čtvrtém albu albu Nightlife.
Po odchodu Gary Moorea skupina našla dva kytaristy, kteří ho měli nahradit. První byl John Cann ze skupiny Atomic Rooster a druhý Andy Gee, který hrál s Peterem Bardensem. Oba se skupinou odehráli turné po Německu. Ačkoliv se skupinou odehráli prakticky celé turné, nestali se oficiálními členy skupiny. Navíc Cann a Lynott měli mezi sebou osobní problémy, proto nakonec Cann skupinu opustil. Po dokončení turné skupina zrušila smlouvu s Decca Records a skupinu na čas opustil i Downey, ostatní členové ho však brzy přemluvili k další spolupráci.
Proběhl konkurz na nové členy skupiny, Lynott a Downey se nakonec shodli na osmnáctiletém Skotovi Brianu Robertsonovi a o poznání starším Kaliforňanovi Scottu Gorhamovi. Skupina přestala hrát na koncertech některé své starší písně a podepsala novou smlouvu s Phonogram Records; následně vyšlo album Nightlife, ovšem ani ono nebylo, stejně jako tři předchozí alba, nijak úspěšné.

### The Boys Are Back in Town (1975–1977)

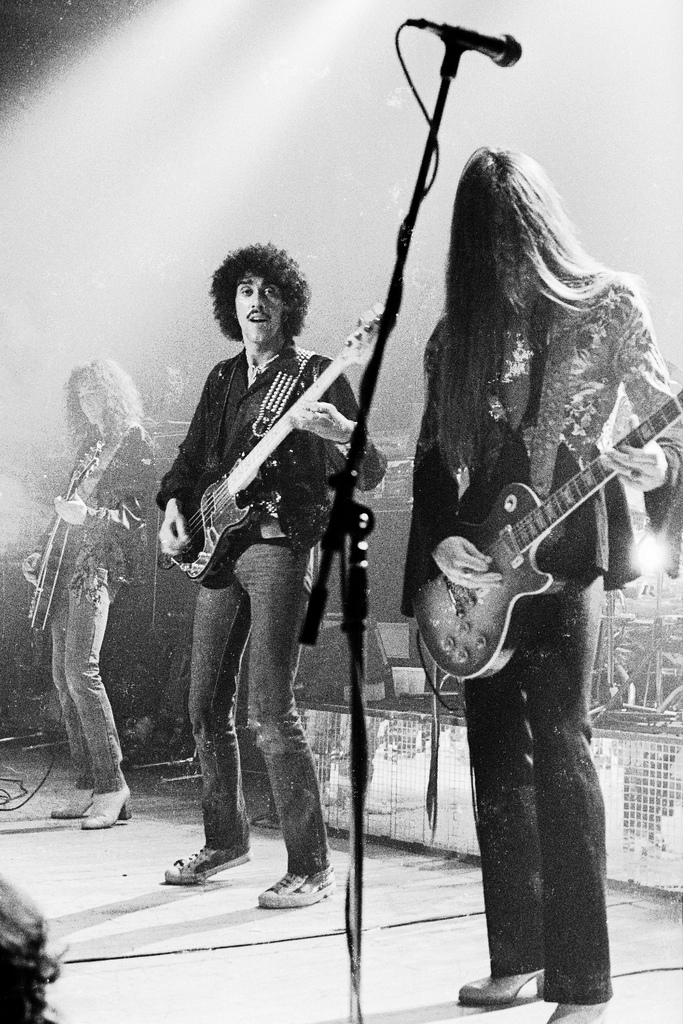
Zleva: Brian Robertson, Phil Lynott a Scott Gorham při vystoupení na turné Reputation Tour, 24. listopadu 1977

Počátkem roku 1975 odehrála skupina své první koncertní turné po Spojených státech jako předkapela Boba Segera a Bachman–Turner Overdrive. V květnu téhož roku nahráli album Fighting, které vyšlo v září. Jedná se o jejich vůbec první album, které se umístilo v britském albovém žebříčku; skončilo na šedesátém místě. Hlavní zásluhu na úspěchu tohoto alba měly dvě kytary, hlavně pak harmonie ve skladbě „Wild One“ a dvě sólové kytary v „Suicide“.
Po úspěšném turné, jako předskokan skupiny Status Quo, skupina nahrála album Jailbreak, které se stalo průlomovou deskou. Album vyšlo 26. března 1976 a obsahuje i celosvětový hit „The Boys Are Back in Town“, který se dostal na osmou pozici v Británii a na dvanáctou v USA. Jednalo se o jejich první nahrávku, která se v této zemi prosadila. Zvuk dvou kytar byl po úspěchu s předchozím albem ještě vylepšen, což byl pravděpodobně hlavní důvod pro pozdější úspěchy kapely. Tento styl byl použit na celém albu, zejména však na hitové skladbě a v dalších písních, jako byly například „Emerald“ a „Warriors“. Album si vedlo dobře na obou stranách Atlantiku. Následně vyšel singl „Jailbreak“, který si také vedl dobře. Thin Lizzy odjeli turné po USA se skupinami Aerosmith, Rush a REO Speedwagon. V červnu 1976 mělo turné pokračovat, tentokrát se skupinou Rainbow, leč Lynott onemocněl hepatitidou a turné bylo zrušeno.
V době, kdy byl Lynott nemocný a napsal několik skladeb pro následující album Johnny the Fox, se začalo rýsovat napětí mezi ním a Robertsonem. Například tak došlo k neshodě ohledně autorství u skladby „Don't Believe a Word“. Lynott u textů nových skladeb stále ještě čerpal z keltské mytologie a svých vlastních zkušeností; ty tak dominovaly jak na albu Johnny the Fox, jehož nahrávání proběhlo v srpnu 1976, tak i na dalších albech v polovině sedmdesátých let. Turné na podporu alba bylo velmi úspěšné a došlo k dalšímu televizní vystoupení v pořadu Rod Stewart BBC TV Special.
Další turné po USA mělo proběhnout v prosinci 1976, bylo ale zrušeno kvůli zranění ruky Briana Robertsona, který se 26. listopadu 1976 snažil hájit práva svého přítele, zpěváka Frankie Millera, ve Speakeasy Clubu v Londýně. Lynott byl na Robertsona naštvaný a pro americké turné ho nahradil Gary Moorem. Tentokrát dělali Thin Lizzy předkapelu skupině Queen. Turné mělo velký úspěch a Lynott Moorea požádal, aby ve skupině zůstal. Ten se však rozhodl vrátit ke své předchozí skupině Colosseum II. Robertson byl stále oficiálním členem skupiny, ale už plánoval, spolu s Jimmy Bainem ze skupiny Rainbow, založení skupiny vlastní.
V květnu 1977 tak odcestovali Thin Lizzy do Kanady pouze jako trio. Nahráli zde album Bad Reputation, veškeré kytary nahrál Scott Gorham sám. Měsíc poté se k nim znovu připojil Robertson, dle svých slov jako studiový hudebník, podle Lynotta jako host, a podílel se na dvou skladbách. Album vyšlo v září 1977 a prodávalo se dobře. V Británii se dostalo na čtvrté místo po vydání singlu „Dancing in the Moonlight (It's Caught Me in Its Spotlight)“. V tomtéž roce byla skupina headlinerem festivalu v Readingu, kde ve stejném roce hráli například i Uriah Heep nebo Golden Earring.

### Návrat Garyho Moorea (1978–1979)

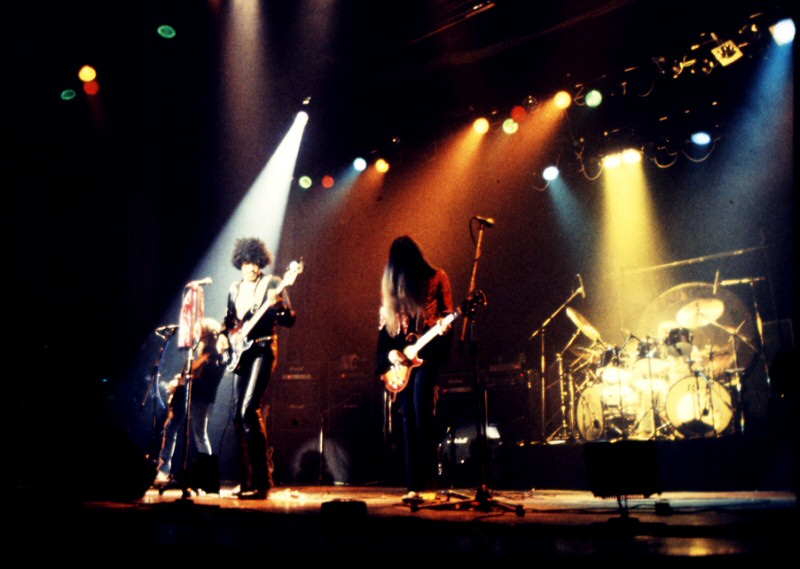
Thin Lizzy 8. srpna 1977; Robertson, Lynott, Gorham, Downey

V roce 1978 Thin Lizzy vydali své první koncertní album Live and Dangerous. Po albu vznikly neshody z důvodu, že jen malá část tohoto alba byla opravdu nahrána naživo. Producent Tony Visconti řekl, že album bylo nahráno na playback. Jediné části, které podle Viscontiho na playback nejsou, jsou bicí a publikum. Toto tvrzení vyvrátil Brian Robertson. I přes pravděpodobné použití playbacku si album vedlo kupodivu velmi dobře, v Británii se vyšplhalo na druhou příčku v žebříčku a v roce 2004 ho magazín Classic Rock Magazine představil jako nejlepší koncertní album všech dob. Tento úspěch byl však přerušen definitivním odchodem Robertsona po koncertě na Ibize 6. července 1978, kdy neshody s Lynottem dosáhly vrcholu. Robertson se brzy spojil s Jimmy Bainem a založili skupinu Wild Horses.
Lynott znovu oslovil Moorea, aby Robertsona nahradil. V tomtéž roce se skupina spojila se Stevem Jonesem a Paulem Cookem ze skupiny Sex Pistols, Chrisem Speddingem a Jimmy Bainem do projektu The Greedy Bastards.
V srpnu skupina zahájila další turné po Spojených státech, následovalo turné po Austrálii a Novém Zélandu. Tohoto turné se neúčastnil Brian Downey, který v Londýně řešil osobní záležitosti. Nahradil ho americký bubeník Mark Nauseef. Po ukončení turné se ke skupině vrací Downey a v roce 1979 nahrávají v Paříži album Black Rose: A Rock Legend. Nahrávání bylo velmi poznamenáno rostoucí závislostí Lynotta a Gorhama na drogách a obecně užíváním drog kolem celé kapely. Tato skutečnost se projevila i na albu, například ve skladbě „Got to Give It Up“. Na albu jsou stále cítit vlivy keltské hudby, zejména pak v poslední skladbě „Róisín Dubh“, jedná se o sedmiminutovou skladbu, ve které zazní několik irských lidových písní. Dva singly, „Waiting for an Alibi“ a „Do Anything You Want To“, měly úspěch, album se v Británii dostalo na druhé místo v žebříčku. Třetí singl „Sarah“ byl již méně úspěšný, jedná se o skladbu o Lynottově čerstvě narozené dceři.
V červenci 1979, uprostřed dalšího amerického turné, skupinu nečekaně opouští Gary Moore. O několik let později k tomu Moore řekl, že svého odchodu nelituje. Následně pokračoval ve své sólové kariéře, vydal několik úspěšných alb. Ještě když byl členem Thin Lizzy, vydal album Back on the Streets, na kterém se podíleli i Lynott a Downey a obsahuje i jeden z jeho největších hitů, skladbu „Parisienne Walkways“. S Lynottem vydal ještě v roce 1985 singl „Out in the Fields“, který se v Británii dostal na pátou příčku žebříčku. Gary Moore zemřel 6. února 2011 ve věku 58 let ve španělské Esteponě na infarkt.
Po odchodu Moorea skupina odehrála několik koncertů jako trio a později Lynott přivedl nového člena jménem Midge Ure. V roce 1979 skupina vystoupila na festivalu Leeds.
Před zahájením turné po Japonsku v září se Lynott rozhodl nahradit Ureho novým kytaristou Dave Flettem, který byl členem skupiny Manfred Mann's Earth Band, čímž Uremu umožnil návrat ke klávesám. Turné bylo bez větších problému dokončeno, ale sestava skupiny stále obsahovala dva dočasné členy. Lynott začal trávit více času u projektů mimo Thin Lizzy, včetně skládání skladeb pro jiné umělce a připravování svého sólového alba Solo in Soho. Lynott též znovuobnovil skupinu The Greedy Bastards, ta vydala singl „A Merry Jingle“ v prosinci 1979 pod zkráceným názvem The Greedies. Členové skupiny v této době byli Lynott, Gorham, Downey, Jones a Cook ze Sex Pistols. Singl se dostal na 28. příčku v britském žebříčku.

### Finální roky (1980–1981)

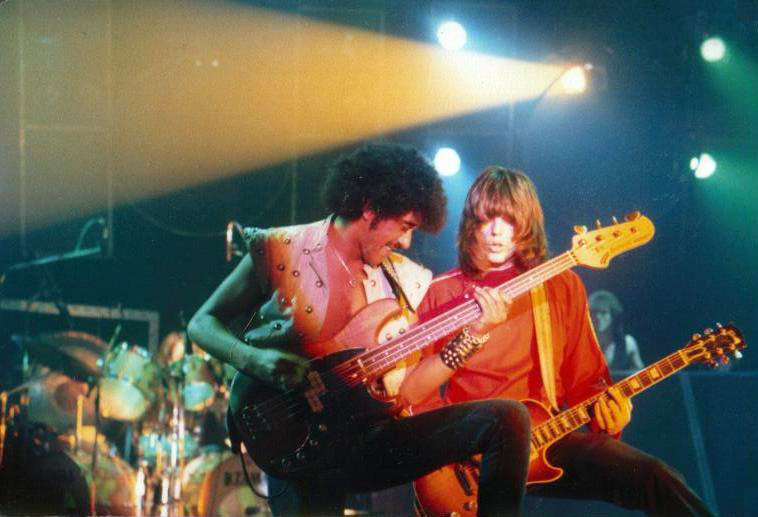
Thin Lizzy při koncertě, 1981

Zatímco Lynott hledal stálého kytaristu, skoro celá skupina Thin Lizzy (včetně některých dřívějších členů) pracovala na jeho sólovém albu Solo in Soho, které vyšlo v dubnu 1980, následovalo vydání desátého studiového alba Thin Lizzy Chinatown. V této době se též Lynott oženil a jeho manželka mu porodila druhou dceru v červenci. Dave Flett doufal, že by mohl být stálým členem Thin Lizzy, ale Lynott nakonec vybral Snowy Whitea, který hrál s Pink Floyd a Peterem Greenem. Midge Ure byl stále počátkem roku 1980 členem skupiny jako klávesista, ale krátce poté, co se ke skupině přidal White, byl Ure nahrazen Darrenem Whartonem. Whartonovi bylo v té době pouhých sedmnáct let a právě z toho důvodu byl z počátku najat na dobu určitou. Tato sestava nahrála album Chinatown, při jehož nahrávání proběhlo několik koncertů. K albu vyšly dva singly; první se stejným názvem jako album – ten se dostal na 21. příčku britského žebříčku – a druhý „Killer on the Loose,“ jenž se sice dostal až na desátou příčku, ale měl negativní kritiku kvůli probíhajícímu řádění sériového vraha Petera Sutcliffea, známého jako Yorkshirský Rozparovač.
Album Chinatown vyšlo v říjnu 1980 a dostalo se na sedmou příčku v britském žebříčku. Na počátku roku 1981 začal Lynott pracovat na svém druhém sólovém albu, na jehož nahrání se podílelo velké množství doprovodných hudebníků, mezi nimi samozřejmě i členové Thin Lizzy. Jako již při souběžném nahrávání alb Chinatown a Solo in Soho v roce 1980 i zde se nahrávala dvě alba ve stejnou dobu, sólové album Lynotta a jedenácté album Thin Lizzy. Z tohoto důvodu občas hudebníci ani nevěděli, na kterém albu právě pracují. Producent alba Thin Lizzy Chris Tsangarides uvedl: „Pocit zmatku ve vzduchu byl v tom, že občas nikdo nevěděl, jestli pracuje na sólovém albu Phila, nebo albu Lizzy“.
V dubnu 1981 vyšla první kompilace skupiny s názvem The Adventures of Thin Lizzy a umístila se na šestém místě v britském žebříčku. Singl „Trouble Boys“ se dostal pouze na 53. příčku, což bylo nejhorší umístění nahrávky této skupiny od roku 1975. Podle Whitea a Whartona byl Lynott jediný, kdo píseň chtěl vydat, nikomu jinému se nelíbila. „Trouble Boys“ měl být původně i název jejich dalšího alba, ale po neúspěchu se singlem bylo album přejmenováno na Renegade. 16. srpna 1981 byla skupina hlavní hvězdou prvního ročníku festivalu Slane Castle, mimo ně zde hráli například i Kirsty McColl, Hazel O'Connor a U2.
Vydání Lynottova druhého sólového alba The Philip Lynott Album bylo odloženo na rok 1982, zatímco Renegade bylo dokončeno a vydáno v listopadu 1981. Renegade mělo na rozdíl od předchozích alb malý úspěch, v Británii se dostalo na 38. pozici a v USA až na 157. Singl „Hollywood (Down on Your Luck)“ také neměl úspěch. Lynott je jediným autorem pouze u dvou skladeb, ostatní napsal ve spolupráci s dalšími členy skupiny. Zejména Gorham a Wharton dali najevo nespokojenost se skladbami „Angel of Death“, „Fats“ a „Mexican Blood“. Whartonova fotografie byla z neznámých důvodů vynechána z fotografií členů kapely na zadní straně obalu desky, a to navzdory skutečnosti, že byl do této doby stálým členem skupiny. „Bolelo mě to, velmi,“ řekl.

### Rozpad (1982–1983)

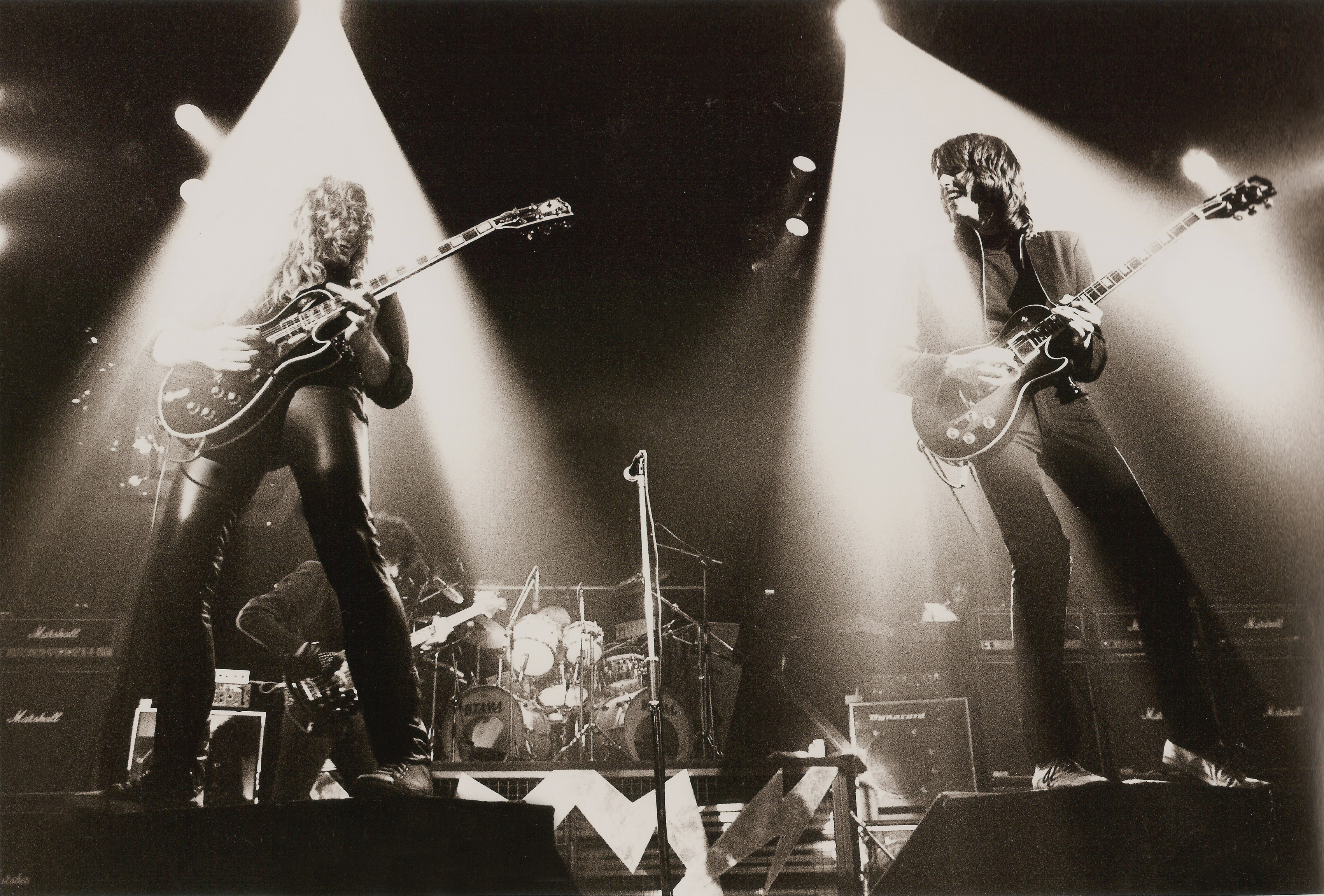
Thin Lizzy při vystoupení v Manchester Apollo

Počátek roku 1982 byl poznamenán absencí Downeyho a Gorhama na koncertech evropského turné, kvůli osobním problémům. Downey byl zbit v nočním klubu v Dánsku a Gorham trpěl závislostí na drogách. Později, ve stejném roce, rozjel Lynott sólové turné a vydal druhé sólové album The Philip Lynott Album, jehož prodejnost však nedosáhla předpokladů. Snowy White skupinu opouští v srpnu 1982 poté, co je unavený ze stálých změn plánů skupiny a přitěžující Lynottovy drogové problematiky. White v té době nahrál sólové album White Flames a v roce 1983 vydal i úspěšný singl „Bird of Paradise“. Dlouholetý manažer skupiny Chris O'Donnell po odchodu Whitea též odchází.
Lynott hledat náhradu za Whitea pro nahrávání nového alba skupiny. V září 1982 byl do skupiny přijat John Sykes ze skupiny Tygers of Pan Tang. Sykes je spoluautorem skladby „Cold Sweat,“ prvního singlu k novému albu Thunder and Lightning, jež vyšlo v březnu 1983. Bylo úspěšnější než předchozí album, umístilo se na čtvrtém místě v britském žebříčku. Sykes kapelu přivedl k tvrdšímu stylu, k heavy metalu, jehož prvky se však v dřívějších skladbách skupiny v menší míře také objevovaly.
Ačkoliv Lynott nebyl úplně přesvědčen, zdali je to konec kapely, následující turné na podporu alba mělo být turné na rozloučenou. Sykes chtěl pokračovat, Gorham nikoliv. Turné bylo úspěšné, několik koncertů bylo nahráno a připraveno na sestavení koncertního alba. Skupina na koncerty pozvala i několik dřívějších kytaristů skupiny, vyjma Snowy Whitea. Živé album vyšlo v říjnu 1983 pod názvem Life a v Británii se dostalo na 29. pozici. K albu vyšel také singl s názvem „The Sun Goes Down“; v srpnu se vyšplhal na 52. místo britského žebříčku. Lynott následně rozjel další sólové turné v doprovodu Sykese a Downeyho pod názvem The Three Musketeers.
Po obtížné části turné v Japonsku, kde někteří členové kapely měli potíže se získáním heroinu, Thin Lizzy odehráli svůj poslední koncert v Anglii 28. srpna 1983 na Reading Festival. Záznam z tohoto koncertu nakonec v roce 1992 vyšel pod názvem BBC Radio One Live in Concert. Úplně poslední koncert skupina odehrála v německém Norimberku 4. září 1983 na festivalu Monsters of Rock, po tomto koncertě si každý člen šel vlastní cestou.

### Projekty po rozpadu Thin Lizzy (1983–1996)

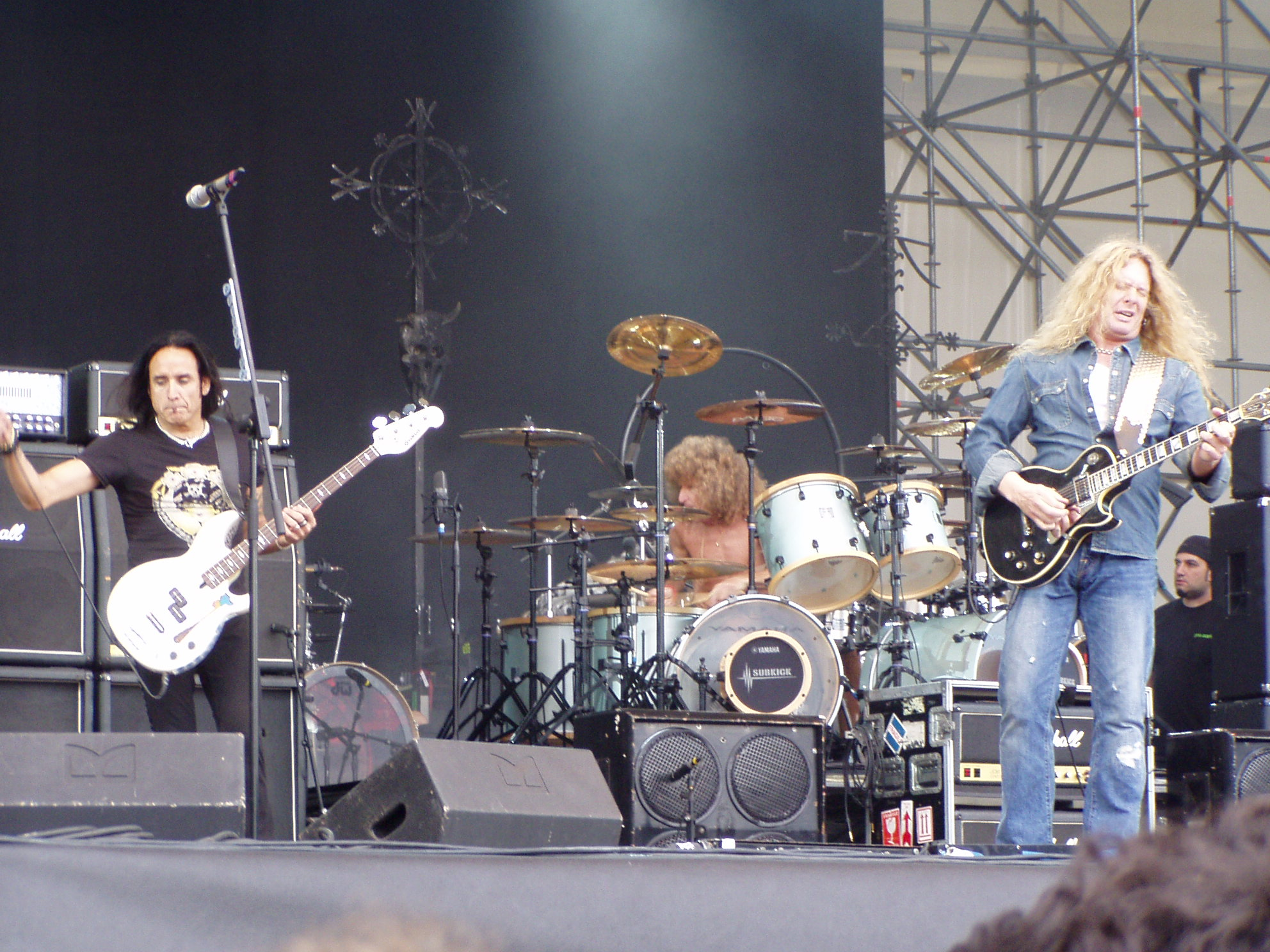
Thin Lizzy na fesitvalu Gods of Metal, 2007

John Sykes se připojil ke skupině Whitesnake. Phil Lynott ještě v roce 1983 založil novou skupinu s názvem Grand Slam, ale nikdy nebyli schopni zajistit nahrávací smlouvu a počátkem roku 1985 se rozešli. Lynott se více soustředil na svou sólovou kariéru a dosáhl páté příčky s hitem „Out in the Fields“, který vydal společně s Gary Moorem v květnu 1985. Skladbu napsal Moore a vyšla na jeho sólovém albu Run for Cover, Lynott se podílel na více skladbách na tomto albu. Úsilí o pokračování Lynottovy sólové kariéry upadá s vydáním singlu „Nineteen“, který v britském žebříčku zůstal pouze na 76. příčce.
Lynott před svou smrtí začal plánovat třetí sólové album. Mluvilo se též o obnovení Thin Lizzy, které bylo naplánováno na březen 1986, s obnovením souhlasili i Gorham a Sykes. Nahrávací studio bylo domluveno na leden 1986. Nicméně k obnovení nedošlo z důvodu Lynottovy smrti, zemřel v nemocnici v Salisbury, 4. ledna 1986 ve věku 36 let. Jeho smrt byla způsobena hlavně závislostí na drogách, což vedlo k multiorgánovému selhání.
Dne 17. května 1986 byla skupina obnovena pro koncert Self Aid v sestavě Gary Moore, Downey, Gorman, Wharton, Bob Daisley na baskytaru a Bob Geldof se střídal s Moorem ve zpěvu, na scénu se v průběhu koncertu dostali i další zpěváci. Následující rok vyšla kompilace Soldier of Fortune a v tomtéž roce se konal koncert „Vibe for Philo“ na Lynottovu památku. Jeho organizátorem byl dublinský dýdžej a promotér Smiley Bolger. Koncert probíhá každoročně v den úmrtí Phila Lynotta.
Zbývající členové Thin Lizzy spolu nehráli až do října 1990, kdy nahráli singl „Dedication“. Tím si připomněli čtyři a půl roku od smrti frontmana. Píseň pochází z repertoáru skupiny Grand Slam a Lynott ji napsal spolu s kytaristou Laurencem Archerem. Gary Moore souhlasil, že by skupinu s ostatními členy obnovil, ale nakonec tak neučinil. Píseň se počátkem roku 1991 dostala na 35. příčku britského a 2. příčku irského žebříčku. Následně se objevila i na kompilaci Dedication: The Very Best of Thin Lizzy, která byla vydána v únoru téhož roku a umístila se na osmé příčce britského albového žebříčku. Následně vyšla reedice singlu „The Boys Are Back in Town“ a v Británii se dostala pouze na 63. místo, v Irsku pak na šestnácté.
V roce 1991 došlo k dalšímu obnovení skupiny. Její členové tentokrát byli Robertson, Downey, zpěvák Bobby Tench, baskytarista Doug Brockie a kytarista Doish Nagle, který s Lynottem hrál v polovině osmdesátých let v kapele Grand Slam. Skupina v tomto složení udělala krátké koncertní turné po Irsku pod názvem „An Evening of Thin Lizzy“. V srpnu 1994 Downey, Bell, Robertson a Wharton zahráli na koncertě v anglickém městě Wolverhampton s tribute skupinami Limehouse Lizzy, Ain't Lizzy a Bad Habitz. Další verze Thin Lizzy vznikla následující rok, sestavu tvořil John Sykes (nyní mimo kytary také zpíval), Downey, Gorham, Wharton a nový baskytarista Marco Mendoza, kterého přivedl Sykes ze své skupiny Blue Murder. Turné bylo představováno jako pocta Philu Lynottovi. Tato sestava hrála 4. ledna 1996 na festivalu „Vibe for Philo“, na kterém se setkala s hudebníky, jako jsou Eric Bell, Midge Ure, Henry Rollins, Therapy? a Joe Elliott a Rick Savage ze skupiny Def Leppard.
V roce 1994 vyšla kolekce skladeb nahraných pro BBC Radio 1 Peel Sessions s příznačným názvem The Peel Sessions, následovala další kompilace Wild One: The Very Best of Thin Lizzy (1996). Album bylo úspěšné, zajímavostí je, že neobsahovalo skladbu „Wild One“, která je zmíněna v názvu alba.

### Thin Lizzy bez Lynotta (1996–dosud)

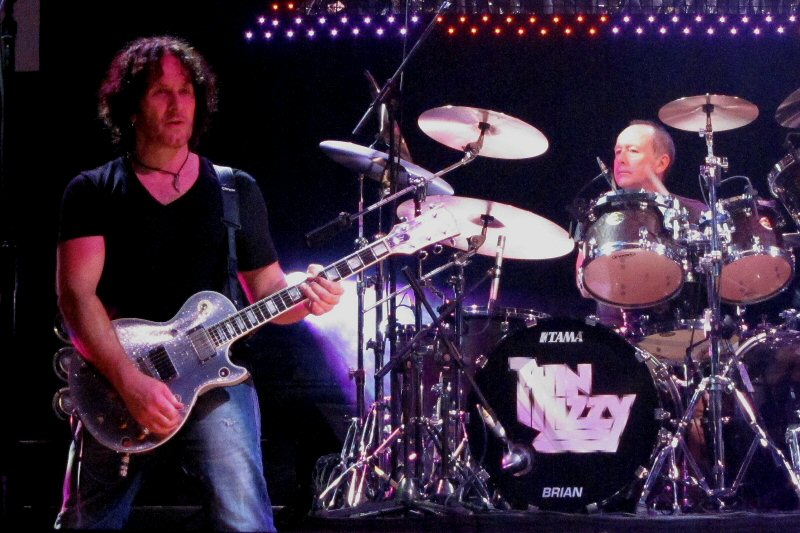
Vivian Campbell a Brian Downey s Thin Lizzy 6. ledna 2011

V roce 1996 se John Sykes rozhodl definitivně obnovit skupinu Thin Lizzy. Byla opět prezentována jako pocta životu a práci Phila Lynotta. Sykes se ujal zpěvu a k návratu do skupiny přesvědčil i další členy, Scotta Gorhama, Briana Downeyho a Darrena Whartona. Kvůli dokončení sestavy nastoupil na Lynottovo místo baskytaristy Marco Mendoza. Skupina používala jméno Thin Lizzy i bez Lynotta, za což byli kritizováni. Skupina však hrála skladby z doby, kdy se skupinou Lynott ještě hrál, a nový materiál nevznikal.
V roce 1997 nahradil z důvodu nemoci Downeyho Tommy Aldridge. Později se stal plnohodnotným členem a Downey ze skupiny odešel. Tato sestava vydržela až do roku 2000, kdy vydala album One Night Only. Na počátkem roku 2001 skupina odcestovala do USA, aby zde odehrála koncertní turné. V době turné skupinu opustil Wharton, čímž se skupina rozpadla. Sykes v době rozpadu nahrál svá sólová alba, zatímco Gorham spolupracoval se skupinou 21 Guns.
V roce 2004 byla skupina obnovena v sestavě Sykes, Gorham, baskytarista Randy Gregg a bubeník Michael Lee, který dříve spolupracoval například s Robertem Plantem a The Cult. Skupina hrála v Severní Americe a později jako speciální host skupiny Deep Purple. V roce 2005 se ke skupině vrátil Mendoza a následně v roce 2007 i Aldridge. Na koncertě v londýnské Hammersmith Apollo 13. prosince 2007 byla sestava skupiny následující: Sykes, Gorham, Aldridge a nový člen, baskytarista Francesco DiCosmo.
Sykes uvedl, že v současné době jsou Thin Lizzy něco jako „tribute projekt“ a nebylo by dobré nahrávat nové studiové album pod tímto názvem. Dodal, že pokud by zbývající členové Thin Lizzy nahráli album, nevyšlo by pod názvem Thin Lizzy.
Bylo oznámeno, že Lizzy budou předskakovat skupině AC/DC na několika stadionech v Anglii, Skotsku a Irsku ke konci června 2009, nakonec musely být koncerty zrušeny kvůli poranění Aldridgea, který si při nehodě zlomil klíční kost. 30. června 2009 na internetových stránkách skupiny oznámil kytarista John Sykes svůj odchod od skupiny, všechny její koncerty do konce roku byly zrušeny nebo odloženy.
V září 2009 začal Gorham hledat nové členy pro obnovení skupiny, v květnu 2010 po několikaměsíčních přípravách byla oznámena nová sestava skupiny. Do skupiny se vrátil původní bubeník Brian Downey, dlouholetý klávesista Darren Wharton, kytarista skupiny Def Leppard Vivian Campbell, zpěvák Ricky Warwick, sestavu doplnil baskytarista Marco Mendoza.
V dubnu 2011 bylo oznámeno, že se Campbell musí vrátit k Def Leppard. Nahradil ho kytarista skupiny Guns N' Roses Richard Fortus. V srpnu Fortuse nahradil Damon Johnson ze skupiny Alice Coopera, skupina odjela turné po USA jako předkapela Judas Priest. Fortus se vrátil trvale ke Guns N' Roses a Johnson se stal trvalým členem Thin Lizzy. V roce 2012 skupina oznámila, že začala pracovat na novém albu, prvním bez Lynotta. V říjnu skupina prohlásila, že nové album nevyjde pod názvem Thin Lizzy a že skupina po skončení aktuálního turné ukončí i koncertní činnost. V prosinci 2012 bylo oznámeno, že Gorham, Mendoza, Warwick a Johnson založí novou skupinu Black Star Riders, pod jejímž názvem vyjde i nové album. Wharton a Downey se nového projektu neúčastní. Kapela později přestala vystupovat. Roku 2016 byla opět aktivní, a to v sestavě: Gorham, Wharton, Warwick, Damon Johnson, Tom Hamilton (baskytara) a Scott Travis (bicí).

## Ostatní alba a pocty Thin Lizzy

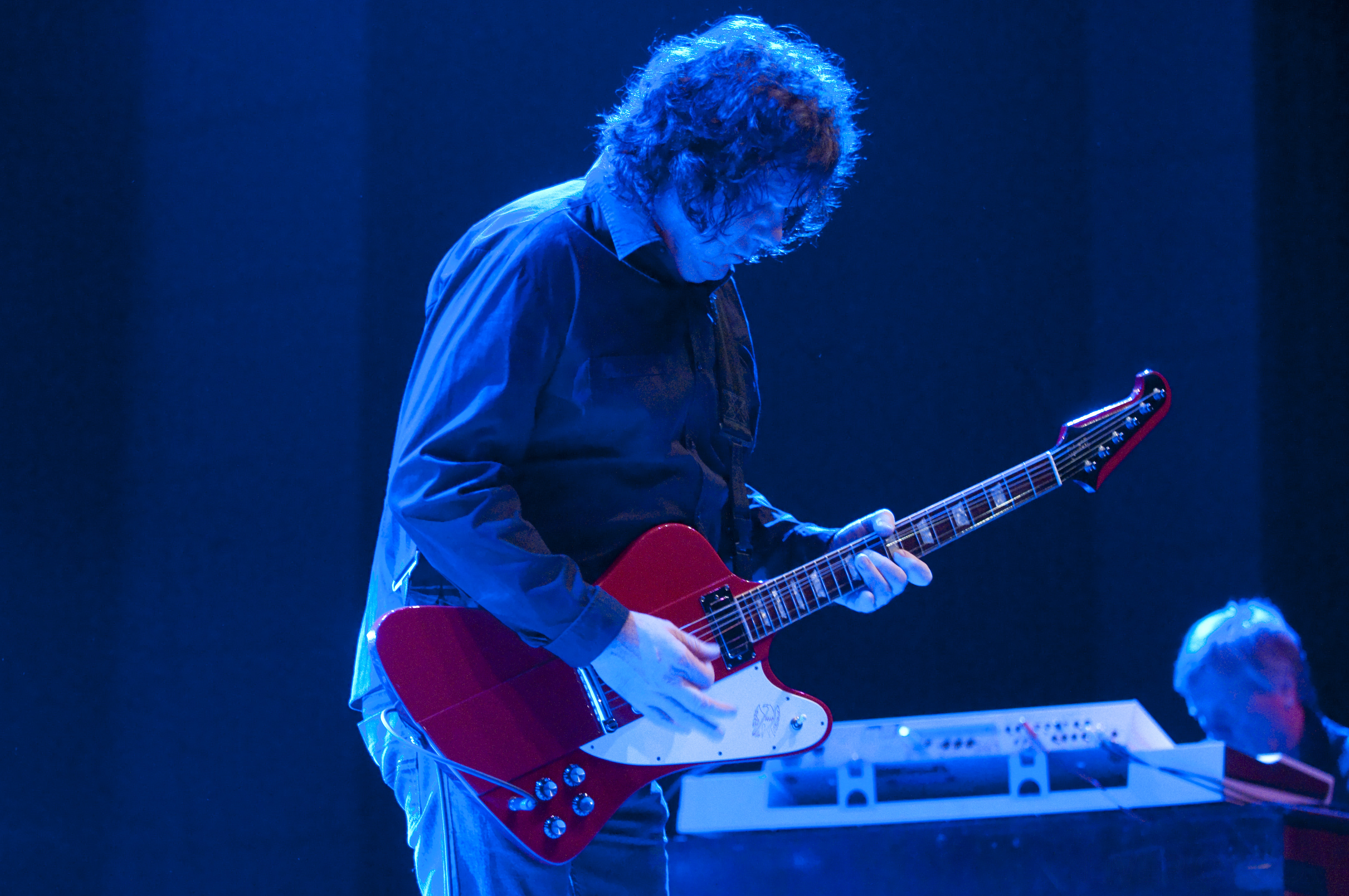
Kytarista Gary Moore v roce 2005

V prosinci 2001 vyšel box set složený z čtyř alb s názvem Vagabonds, Kings, Warriors, Angels. Box set obsahoval všechny zásadní písně této skupiny a také raritní skladby, například první singl „The Farmer“ a jeho B-stranu „I Need You“. V letech 2004 a 2006 vyšly další „greatest hits“ kompilace, album Greatest Hits z roku 2004 se v britském albovém žebříčku dostalo na třetí příčku.
Dne 19. srpna 2005 zahrál Gary Moore v dublinském Point Theatre pod názvem „The Boy Is Back in Town“. Koncert byl u příležitosti odhalení bronzové sochy Phila Lynotta na Harry Street v Dublinu. Při koncertě též zahráli Brian Downey, Eric Bell, Brian Robertson a Scott Gorham. Záznam z koncertu později vyšel na DVD One Night in Dublin: A Tribute to Phil Lynott.
Dne 8. září 2008 vyšlo koncertní album UK Tour '75, obsahuje patnáct skladeb nahraných při koncertu dne 24. listopadu 1975. V dvacetistránkovém bookletu jsou do té doby nezveřejněné fotografie skupiny, poznámky k albu (tzv. liner notes) napsal Brian Downey.
V březnu 2009 VH1 Classic Records vydalo album Still Dangerous: Live at the Tower Theatre Philadelphia, 1977. Záznam vznikl v roce 1977 při turné k albu Bad Reputation. Album produkovali Gorham a Glyn Johns. Album se umístilo na 98. pozici v britském žebříčku.
24. ledna 2011 vydal Universal Music rozšířené reedice tří alb. Jailbreak a Johnny the Fox byly doplněny o jeden bonusový disk, který obsahuje outtake, záznamy z BBC a remixované skladby. Live and Dangerous také vyšlo jako dvojalbum, bylo doplněno o dvě bonusové skladby. Následně Universal Music vydal i reedice alb Bad Reputation, Black Rose a Chinatown.

## Původ jména skupiny
Původní kytarista Eric Bell byl fanoušek skupiny John Mayall & the Bluesbreakers, a když viděl jejího kytaristu Erica Claptona číst komiks The Beano na obalu alba Bluesbreakers with Eric Clapton z roku 1966, koupil si sesterský komiks The Dandy. Při založení kapely pak Bell navrhl jméno „Tin Lizzie“, jméno robota z tohoto komiksu. Bell navrhl změnu „Tin“ na „Thin“. Lynott a Downey s návrhem souhlasili. Na některých z prvních koncertů byla skupina označována jako „Tin Lizzy“ nebo „Tin Lizzie“.

## Styl a ovlivněné skupiny

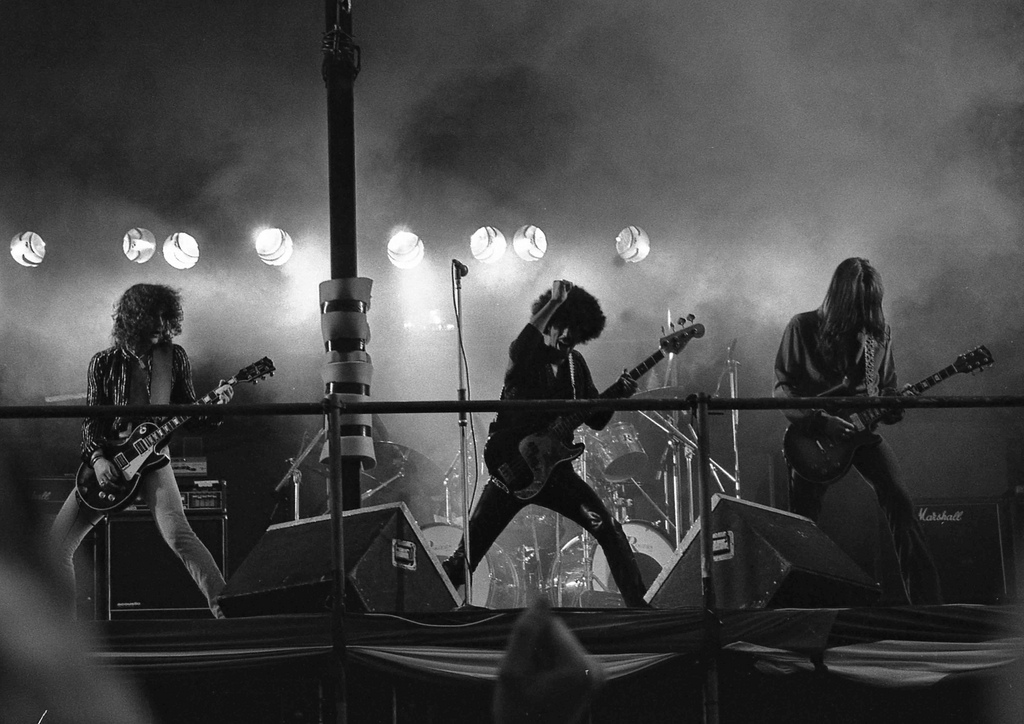
Klasická sestava skupina; zleva: Brian Robertson (kytara), Phil Lynott (baskytara) a Scott Gorham (kytara), bubeník není na fotografii vidět

Od roku 1974 začala skupina používat dva kytaristy namísto dosavadního jednoho. Tuto techniku dříve používaly například skupiny Wishbone Ash a Fleetwood Mac v Anglii a nezávisle na nich Lynyrd Skynyrd a The Allman Brothers Band v USA. V polovině sedmdesátých let ji začala používat skupina Judas Priest a právě Thin Lizzy, později potom Iron Maiden a Def Leppard.
Iron Maiden použili skladbu „Massacre“ z alba Johnny the Fox na B-straně singlu „Can I Play with Madness“ v roce 1988. Skladbu „Cowboy Song“ zase předělala skupina Anthrax na svém albu Sound of White Noise jako bonusovou píseň pro japonské vydání alba.
Skupina Thin Lizzy byla též inspirací pro moderní heavy metalové skupiny jako jsou Metallica a Mastodon. Například Mastodon předělali skladbu „Emerald“ od Thin Lizzy a ta pak vyšla jako bonusová píseň na japonské verzi alba Remission. Skladbu hrála skupina několikrát živě se Scottem Gorhamem na akustickou kytaru. Thin Lizzy měl v oblibě i Henry Rollins a jeho skupina Rollins Band použila skladbu „Are You Ready?“ na svém albu Get Some Go Again z roku 2000.

## Členové
Současná sestava
- Scott Gorham – kytara, doprovodný zpěv (1974–1983, 1996–2001, 2004–dosud)
- Darren Wharton – klávesy, doprovodný zpěv (1981–1983, 1996–2001, 2010–dosud)
- Ricky Warwick – kytara, zpěv  (2010–dosud)
- Damon Johnson – kytara, doprovodný zpěv (2011–dosud)
- Troy Sanders – baskytara (2019–dosud)
- Scott Travis – bicí (2016–dosud)

Dřívější členové
- Phil Lynott – baskytara, zpěv (1969–1983)
- Brian Downey – bicí (1969–1983, 1996–1998, 2010–2016)
- Eric Bell – kytara, doprovodný zpěv (1969–1973)
- Eric Wrixon – klávesy, doprovodný zpěv (1969–1970)
- Gary Moore – kytara, doprovodný zpěv (1974, 1977, 1978–1979)
- Brian Robertson – kytara, doprovodný zpěv (1974–1978)
- Midge Ure – kytara, klávesy, doprovodný zpěv (1979–1980)
- Dave Flett – kytara, doprovodný zpěv (1979)
- Snowy White – kytara, doprovodný zpěv (1980–1982)
- John Sykes – kytara, zpěv, doprovodný zpěv (1982–1983, 1996–2001, 2004–2009)
- Marco Mendoza – baskytara, doprovodný zpěv (1996–2001, 2005–2007, 2010–2016)
- Tommy Aldridge – bicí (1998–2001, 2007–2009)
- Randy Gregg – baskytara, doprovodný zpěv (2004–2005)
- Michael Lee – bicí (2004–2007)
- Francesco DiCosmo – baskytara, doprovodný zpěv (2007–2009)
- Vivian Campbell – kytara, doprovodný zpěv (2010–2011)
- Richard Fortus – kytara, doprovodný zpěv (2011)
- Tom Hamilton – baskytara  (2016–2019)

## Diskografie
Studiová alba
- Thin Lizzy (1971)
- Shades of a Blue Orphanage (1972)
- Vagabonds of the Western World (1973)
- Nightlife (1974)
- Fighting (1975)
- Jailbreak (1976)
- Johnny the Fox (1976)
- Bad Reputation (1977)
- Black Rose: A Rock Legend (1979)
- Chinatown (1980)
- Renegade (1981)
- Thunder and Lightning (1983)